# さくらインベスト
株式会社さくらインベスト（英: SAKURA INVEST Co.,Ltd）は、大阪府大阪市北区梅田に本社を置く、日本の商品先物取引企業。

## 概要
2010年（平成22年）10月に設立。
2011年（平成23年）5月26日に、経済産業省・農林水産省から「商品先物取引業者」の許可を受け、2012年（平成24年）5月に、東京商品取引所および堂島取引所での国内商品市場取引の取次業務のサービスを開始。その後、増資を数回実施して、2017年（平成29年）9月には、会社の資本金を1億500万円に増資した。
現在、さくらインベストは商品先物取引業として、店頭商品デリバティブ取引（CFD取引）の取扱業務、国内商品市場取引（CX取引）の取次業務、コンパクトな商品先物取引である「スマートCX」のサービスを展開している。また、個人投資家向けに投資セミナーも開催している。

## 沿革
- 2010年（平成22年）10月 - 設立
- 2011年（平成23年）5月 - 国から商品先物取引業者の許可を受ける
- 2012年（平成24年）3月 - 本社を移転
- 2012年（平成24年）5月 - 国内商品市場取引における取次業務を開始
- 2014年（平成26年）5月 - 社名を変更
- 2015年（平成27年）12月 - 本社を移転
- 2018年（平成30年）4月 - 本社を移転

## 加入協会
- 日本商品先物取引協会
- 日本商品委託者保護基金

## 不祥事
- 2019年6月20日、東京地検特捜部は東郷証券の社長（58）と、商品先物会社「さくらインベスト」社長（48）ら4人を金融商品取引法違反（損失補填）容疑で逮捕した[5]。東郷証券は顧客が外国為替証拠金取引（FX取引）で損失が生じたので、その顧客の損失を穴埋めする為に6900万円の損失補填をした。また、この時に一部利用されたのが「さくらインベスト」の口座であった。また、この時、逮捕された東郷証券の社長が、1980年（昭和55年）に読売巨人軍にドラフト1位で入団した元プロ野球選手の林泰宏であったことも、ニュースで話題になった[6]。

- 2020年6月10日、経済産業省と農林水産省は、商品先物取引法に基づく商品先物取引業者である「株式会社さくらインベスト」（法人番号：4130001048955　本社：大阪府大阪市）に対し、商品先物取引法第236条第1項の規定に基づき商品先物取引業の許可を取り消すとともに、法第232条第1項の規定に基づき商品先物取引業の運営の改善に必要な措置をとることを命じた[7]。処分理由は、顧客の損失補填に加担したことである。その後、さくらインベストは国に対し行政訴訟を起こし、その処分は取り消された。